# Charles Wood, II visconte Halifax
Charles Lindey Wood, II Visconte Halifax (Londra, 1839 – Hickleton, 1934), è stato un religioso inglese.

## Biografia
Il secondo visconte di Halifax studiò al collegio di Eton e poi all'università di Oxford in un momento in cui la tematica religiosa e del riavvicinamento con la Chiesa cattolica era molto sentita (Movimento di Oxford).
Fu un esponente di spicco dell'anglo-cattolicesimo. Su richiesta di Edward Bouverie Pusey, nel 1868 divenne presidente della Chiesa inglese dell'Unione, una società dedicata alla promozione dei principi e delle pratiche cattoliche all'interno della Chiesa d'Inghilterra. Insieme con l'abate lazzarista Fernand Portal ha svolto un ruolo di primo piano nel tentativo di realizzare il dialogo tra la Chiesa cattolica romana e la Chiesa d'Inghilterra in materia della validità delle ordinazioni sacerdotali anglicane.
Grazie alla sua opera iniziò un dialogo, sfociato negli storici Colloqui di Malines, che porrà le basi per il futuro ecumenismo. In seguito alla collaborazione offerta da Halifax la Chiesa cattolica accertò la nullità delle Ordinazioni Anglicane, fatto doloroso ma necessario, sancito dalla Lettera Apostolica Apostolicae curae . L'arcivescovo di Canterbury Edward White Benson e arcivescovo di Westminster , il Cardinale Herbert Vaughan, non proseguirono nel tentativo di dialogo, visti i tempi ancora poco maturi e constatate le difficoltà opposte dall'ecclesiologia anglicana. Il Papa Leone XIII, grazie all'opera di Vaughan e di altri studiosi cattolici vide nella Chiesa d'Inghilterra una chiesa di stato, senza tutti i requisiti necessari a garantire, per esempio, la successione apostolica. Fatto che tuttavia nel tempo non avrebbe impedito un fruttuoso colloquio fra le due confessioni, per alcuni versi molto vicine.
Suo figlio Edward Wood divenne il I conte di Halifax e viceré dell'India.

## Ascendenza
|                                   |                            |                                     | Genitori                                    |  |  | Nonni |  |  | Bisnonni     |  |  | Trisnonni    |  |
|                                   |                            |                                     |                                             |  |  |       |  |  | Charles Wood |  |  | Francis Wood |  |
|                                   |                            |                                     |                                             |  |  |       |  |  | Charles Wood |  |  | Francis Wood |  |
|                                   |                            | Mary Dorothy Palmer                 |                                             |  |  |       |  |  | Charles Wood |  |  |              |  |
| Francis Wood, II baronetto        |                            |                                     |                                             |  |  |       |  |  | Charles Wood |  |  |              |  |
|                                   |                            | Caroline Barker                     | Thomas Barker                               |  |  |       |  |  |              |  |  |              |  |
|                                   |                            | Caroline Barker                     | Thomas Barker                               |  |  |       |  |  |              |  |  |              |  |
|                                   |                            | Caroline Barker                     | …                                           |  |  |       |  |  |              |  |  |              |  |
| Charles Wood, I visconte Halifax  |                            | Caroline Barker                     |                                             |  |  |       |  |  |              |  |  |              |  |
|                                   |                            | Samuel Buck                         | …                                           |  |  |       |  |  |              |  |  |              |  |
|                                   |                            | Samuel Buck                         | …                                           |  |  |       |  |  |              |  |  |              |  |
|                                   |                            | Samuel Buck                         | …                                           |  |  |       |  |  |              |  |  |              |  |
| Anne Buck                         |                            | Samuel Buck                         |                                             |  |  |       |  |  |              |  |  |              |  |
|                                   |                            | Anne Ellison                        | …                                           |  |  |       |  |  |              |  |  |              |  |
|                                   |                            | Anne Ellison                        | …                                           |  |  |       |  |  |              |  |  |              |  |
|                                   |                            | Anne Ellison                        | …                                           |  |  |       |  |  |              |  |  |              |  |
| Charles Wood, II visconte Halifax |                            | Anne Ellison                        |                                             |  |  |       |  |  |              |  |  |              |  |
|                                   | Charles Grey, I conte Grey | Henry Grey, I baronetto             |                                             |  |  |       |  |  |              |  |  |              |  |
|                                   | Charles Grey, I conte Grey | Henry Grey, I baronetto             |                                             |  |  |       |  |  |              |  |  |              |  |
|                                   | Charles Grey, I conte Grey | Hannah Wood                         |                                             |  |  |       |  |  |              |  |  |              |  |
| Charles Grey, II conte Grey       | Charles Grey, I conte Grey |                                     |                                             |  |  |       |  |  |              |  |  |              |  |
|                                   |                            | Elizabeth Grey                      | George Grey                                 |  |  |       |  |  |              |  |  |              |  |
|                                   |                            | Elizabeth Grey                      | George Grey                                 |  |  |       |  |  |              |  |  |              |  |
|                                   |                            | Elizabeth Grey                      | Elizabeth Ogle                              |  |  |       |  |  |              |  |  |              |  |
| Mary Grey                         |                            | Elizabeth Grey                      |                                             |  |  |       |  |  |              |  |  |              |  |
|                                   |                            | William Ponsonby, I barone Ponsonby | John Ponsonby                               |  |  |       |  |  |              |  |  |              |  |
|                                   |                            | William Ponsonby, I barone Ponsonby | John Ponsonby                               |  |  |       |  |  |              |  |  |              |  |
|                                   |                            | William Ponsonby, I barone Ponsonby | Elizabeth Cavendish                         |  |  |       |  |  |              |  |  |              |  |
| Mary Elizabeth Ponsonby           |                            | William Ponsonby, I barone Ponsonby |                                             |  |  |       |  |  |              |  |  |              |  |
|                                   |                            | Louisa Molesworth                   | Richard Molesworth, III visconte Molesworth |  |  |       |  |  |              |  |  |              |  |
|                                   |                            | Louisa Molesworth                   | Richard Molesworth, III visconte Molesworth |  |  |       |  |  |              |  |  |              |  |
|                                   |                            | Louisa Molesworth                   | Mary Jenney Ussher                          |  |  |       |  |  |              |  |  |              |  |
|                                   |                            | Louisa Molesworth                   |                                             |  |  |       |  |  |              |  |  |              |  |